# Zalissa stichograpta
Zalissa stichograpta är en fjärilsart som beskrevs av Turner 1943. Zalissa stichograpta ingår i släktet Zalissa och familjen nattflyn. Inga underarter finns listade i Catalogue of Life.